# Didak Dubravica Arboscelli
Didak Dubravica Arboscelli (Dubrovnik, 26. ožujka 1727. – Dubrovnik, 26. rujna 1788.), hrvatski i latinski pjesnik i lokalni političar. 
Hrvatski liječnik, diplomat i pjesnik Petar Bianchi bio mu je ujak.  Didak je ujak dvaju poznatih dubrovačkih liječnika, Đure Hidže i Mihaila Gregurevića.
Didak je pisao satiru i pjesme za različite svečane prigode. Motive za svoje epigrame nalazio je u svakodnevnom životu i društvu oko sebe. Likovima kojima se podrugivao nazivao je pravim imenima ili im je nadjenuo imena. Najpotpunija zbirka Didakovih pjesama nalazi se u franjevačkoj knjižnici u Dubrovniku. Pjesme objavljene tek 1913. Manji broj pjesama napisan na hrvatskome jeziku.

## Životopis
Rođen je 1727. u Dubrovniku od oca Marka Blaža Dubravice, uglednog građanina i majke Marije Bianchi, iz imućne obitelji. Studij počeo u Bolonji 1747., doktorirao 1753., studij nastavio u Rimu, ali zbog zdravlja i očeve smrti napustio 1755.. 
Od 1763. član ugledne dubrovačke bratovštine sv. Lazara, tada uz bratovštinu sv. Antuna najuglednija dubrovačka korporacija i sjedište uglednog građanskog staleža čija je uloga u dubrovačkom društvu sve više rasla. Didak je bio nekoliko godina upravitelj te bratovštine. Obnašao je dužnost kancelara Dubrovačke Republike skoro trideset godina. Imutak je ostavio svojoj sestri Mariji. Umro je u Dubrovniku 1788., a pokopan je u franjevačkoj crkvi.